# Herman J. Mankiewicz
Herman J. Mankiewicz, född 7 november 1897 i New York, död 5 mars 1953 i Hollywood, Los Angeles, Kalifornien, var en amerikansk manusförfattare. Han är främst känd för att tillsammans med Orson Welles ha skrivit filmmanuset till En sensation (Citizen Kane) 1941. För detta tilldelades han senare en Oscar för bästa originalmanus. Mankiewicz var inblandad i manusarbete till runt 90 filmer, men vid flera tillfällen stod hans namn inte med i förtexterna till dessa.
Herman J. Mankiewicz var bror till Joseph L. Mankiewicz och farbror till Tom Mankiewicz.
I filmen Mank från 2020, i regi av David Fincher, spelas Mankiewicz av Gary Oldman.